# Stade Adrar
Grand Stade d'Agadir (en amazigh : ⴰⴱⴰⵔⴰⵣ ⵏ ⴰⴷⵔⴰⵔ, et en arabe : ملعب أدرار) est un stade de football situé à Agadir, Maroc. Inauguré le 11 octobre 2013, il est la propriété du Ministère de la Jeunesse et des Sports marocain, et géré par la SONARGES (Société Nationale de Réalisation et de Gestion des Stades). Le stade accueille l'ensemble des matchs du club résident, le Hassania Agadir.

## Histoire
D'un coût total estimé à 860 millions de MAD, les travaux ont commencé le 4 juin 2004. Initialement prévu pour être achevé fin 2007 dans l'objectif de l'organisation de la coupe du monde 2010 par le Maroc, son financement a depuis été étalé, et la construction du stade s'est finalement achevée en août 2013. Il accueille depuis, les rencontres à domicile du Hassania et de l'olympique Dcheira.

## Événements importants

### Matchs d'ouverture
- Hassania d'Agadir 1 - 0  Jeunesse sportive de Kabylie, 11 octobre 2013
- Maroc 1 - 1  Afrique du Sud, 11 octobre 2013

### Coupe du monde des clubs de la FIFA 2013
- Raja Casablanca 2 - 1  Auckland City FC, match de barrage le 11 décembre 2013
- Guangzhou Evergrande 2 - 0  Al Ahly, 1er match des quarts de finale le 14 décembre 2013
- Raja Casablanca 2 - 1  CF Monterrey, 2e match des quarts de finale le 14 décembre 2013
- Guangzhou Evergrande 0 - 3  Bayern Munich, match de demi-finale le 17 décembre 2013

### Qualification pour la Coupe d'Afrique des Nations 2017, zone Afrique, groupe F
- Maroc 1 - 0 Libye, 1er match des qualifications pour la Coupe d'Afrique des Nations 2017, le 7 juin 2015